# اسکار مندوزا آزوردیا
اسکار مندوزا آزوردیا (انگلیسی: Óscar Mendoza Azurdia; زاده ۴ ژوئن ۱۹۱۷ – درگذشته ۹ ژانویه ۱۹۹۵) سیاستمدار اهل گواتمالا بود. وی از ۲۴ اکتبر ۱۹۵۷ تا ۲۶ اکتبر ۱۹۵۷ رئیس‌جمهور این کشور بود.